# Il coraggio
Il coraggio (Totó em Apuros) é um filme italiano de 1955, dirigido por Domenico Paolella. O filme é baseado numa peça de teatro (1913) de Augusto Novelli.
Estreou em Portugal a 22 de Março de 1957.

## Sinopse
O industrial Aristide Paoloni (Gino Cervi) salva a vida a Gennaro Vaccariello (Totò), que tentava suicidar-se. No outro dia, este e a sua família apresentam-se em casa do industrial, alegando que ele tem a responsabilidade de os manter, uma vez que o impediu de se suicidar.

## Elenco
- Totò: Gennaro Vaccariello/Janeiro Vaccarillos
- Gino Cervi: Comm. Aristide Paoloni
- Gianna Maria Canale: Susy Esposito (amante di Paoloni)
- Irene Galter: Irene
- Gabriele Tinti: Raffaele
- Paola Barbara: Anna
- Leopoldo Trieste: amministratore Rialti
- Ernesto Almirante: Salvatore
- Bruna Vecchio: segretaria
- Anna Campori: Ginevra

## Ligações Externas
- Totó em Apuros. no IMDb.
- Antonio Curtis:Il coraggio